# Mückenberg (Frankenweide)
Der Mückenberg ist ein 515,6 m ü. NHN hoher Berg im Pfälzerwald.

## Geographie

### Lage
Der Berg liegt auf Gemarkung der Ortsgemeinde Elmstein. An seinem Südfuß fließt der Speyerbach durch das Elmsteiner Tal. An seinem Südostfuß erstreckt sich die zu Elmstein gehörende Annexe Mückenwiese. Unweit des Südwestfußes befindet sich der Ortsteil Speyerbrunn. Am Ostfuß entlang fließt der Mückenbach und am Westfuß der Enkenbach.
Benachbarte Berge sind unter anderem das Große Schneidtaler Eck im Westen,  Riesenberg (517,4 m ü. NHN) im Nordwesten, der Leiterberg (506 m ü. NHN) im Norden, der Weltersberg (486,2 m ü. NHN) im Osten und das Klaffeneck im Südosten, wodurch er lediglich eine geringe Dominanz besitzt.

### Naturräumliche Zuordnung
1. Großregion 1. Ordnung: Schichtstufenland beiderseits des Oberrheingrabens
2. Großregion 2. Ordnung: Pfälzisch-saarländisches Schichtstufenland
3. Großregion 3. Ordnung: Pfälzerwald
4. Region 4. Ordnung (Haupteinheit): Mittlerer Pfälzerwald
5. Region 5. Ordnung: Frankenweide

## Kultur und Natur
An seinem Südfuß befindet sich der Ritterstein 112, der auf das mittlerweile abgegangene Forsthaus Mückenwiese verweist, das 1883 aufgelassen wurde.
Die Nordwestflanke ist Bestandteil der Kernzone Enkenbachtal des Biosphärenreservat Pfälzerwald-Vosges du Nord.

## Wirtschaft und Verkehr
Entlang seines Südfußes verläuft die Landesstraße 499.
Der Weltersberg ist Bestandteil des Staatsforst Johanniskreuz.